# سهره‌های ارغوانی
سهره‌های ارغوانی (نام علمی: Granatina)، یک سرده از پرندگان دانه‌خوار کوچک از خانواده سهرگان ریز است که در آفریقا یافت می‌شود.
این سرده در سال ۱۸۹۰ توسط پرنده‌شناس انگلیسی ریچارد باودلر شارپ با گونه نماد (توسط همان‌نامی) به عنوان نوک‌مومی گوش‌بنفش معرفی شد(Fringilla granatina Linnaeus، ۱۷۶۶).

### گونه‌ها
این سرده دو گونه دارد.
| نگاره | نام علمی                 | نام رایج        | پراکنش                                                |
| ----- | ------------------------ | --------------- | ----------------------------------------------------- |
|       | Granatina granatina      | نوک‌مومی گوش‌بنفش | آفریقای جنوبی                                         |
|       | Granatina ianthinogaster | سهره ارغوانی    | اتیوپی، کنیا، سومالی، سودان جنوبی، تانزانیا و اوگاندا |